# کریس سالواتوره
کریستوفر لوئیس "کریس" سالواتوره (انگلیسی: Christopher Louis "Chris" Salvatore; زادهٔ ۲۲ مهٔ ۱۹۸۵) یک هنرپیشه، خواننده، ترانه‌سرا، مدل و فعال حقوق همجنسگرایان اهل ایالات متحده آمریکا است.
در حال حاضر وی در رتبه ۴۱ در ۵۰ افراد مشهور همجنسگرا AfterElton قرار گرفته‌است.